# 王敬之
王敬之（1982年8月28日—），天津塘沽人，中國男子擊劍運動員。他和妻子谭雪並称为「中国击剑界的魏仁芳与王蓮香」。

## 生涯
王敬之於1994年在塘沽體育學校接受擊劍運動的培訓，教練是姜寶明。4年後，他晉升至天津第一體育學校，李紹春與楊震都為他的教練。2001年，他在同一年間成為了天津劍擊隊及國家隊的成員，在天津隊中，李紹春與楊震繼續成為他的教練；而在國家隊中，張永春是他的教練。
2001年11月在廣州舉行的九運會中，王敬之與當時還是運動員的楊震、寧憲奎贏得劍擊項目的男子團體佩劍小項的金牌，比數為45:38，協助天津摘下全運會歷史以來第一面的男子團體佩劍金牌。而在個人小項上，王在準決賽不敵江蘇的陳峰被淘汰出局。翌年10月在釜山舉行的亞運會中，他先在1日進行的男子個人佩劍小項不敵東道主對手李昇垣而只能取得一面銀牌，3日後的男子團體佩劍小項，有份參與決賽的王敬之與隊友周漢明等人以40:45被南韓隊擊敗，再取得一面銀牌。半個月後的全國錦標賽第一階段賽事中，王在男子個人佩劍決賽以1分之微失去冠軍。
2004年初，王敬之與周漢明、黃耀江等出席法國舉行的世界盃分站賽事，最終他們摘下男子團體佩劍小項的亞軍。同年8月19日是雅典奧運劍擊項目男團佩劍的比賽日子，最終他與周漢明、黃耀江及陳峰在排名賽中擊敗主辦國希臘，取得第七位，是中國男子佩劍隊歷來最出色的奧運戰績(次佳為1984年洛杉磯奧運)的第八位)。翌年9月先舉行的十運會劍擊項目，他擊敗國家隊隊友周漢明，掄下他第一面全運會的金牌。但在幾日後的男子團體佩劍小項中，代表天津的他以39:45不敵廣東隊，取得銀牌。
2006年，王敬之先在全國錦標賽奪得冠軍，於韓國世界杯大獎賽中獲得男子個人佩劍小項的季軍。隨後12月的多哈亞運中，他在先進行的劍擊項目男子個人佩劍小項決賽以15:14戰勝南韓對手，其後的男子團體佩劍小項決賽中，他個人取得16分，最終以45:44壓過南韓隊，為中國增添了兩面金牌，並奪回了上屆亞運失去的男子團體佩劍金牌。翌年6月底，他在美國拉斯維加斯站的世界盃分站賽事以15:14的比分擊敗雅典奧運的金牌得主，贏得他在2007年的第一個個人錦標。而在一個月前，他與周漢明、仲滿、蔣科律出戰的埃及站世界盃中最後以45:43擊敗意大利隊，奪得男子團體佩劍小項的錦標。隨後在8月，他於南通舉行的亞洲錦標賽中擊敗對手，摘下金牌。
2008年，王敬之夥拍周漢明、仲满、黃耀江在北京奥运会取得男子佩剑团体的第六名。
2009年第十一屆全運會奪得男子個人佩劍金牌，代表天津奪得男子團體佩劍銅牌。

## 家庭
王敬之的妻子為中國國家擊劍運動員譚雪，二人亦同為天津隊成員。
王敬之和譚雪的愛情始於2002年土耳其世青賽。二人本計劃於2008年北京奧運結束後成婚，但因不滿意奧運的成績而將婚期推遲，直到2009年初才正式登記；其後，又因為備戰十一運會而使婚禮一推再推；直至兩人在全運會蟬聯金牌，才決定於2010年5月1日在天津舉行婚禮
。